# Фирлей, Генрик
Генрик Фирлей (1574 — 25 февраля 1626) — церковный и государственный деятель Речи Посполитой, каноник сандомирский и пробст плоцкий, секретарь королевский, схоластик краковский (1600), референдарий великий коронный (1605), пробст меховский (1611), подканцлер великий коронный (1613—1618), епископ луцкий (1616—1617) и епископ плоцкий (1617—1624), архиепископ гнезненский и примас Польши (1624—1626).

## Биография
Представитель знатного польского магнатского рода Фирлеев герба «Леварт». Единственный сын великого маршалка коронного и воеводы краковского Яна Фирлея (1521—1574) от второго брака с Барбарой Мнишек (ум. 1580). Старшие сводные братья — Ян, Николай, Пётр и Анджей.
Был крещен и воспитан в протестантском духе. После смерти своего отца мать и старшие братья убедили его перейти в католичество.
Вначале учился у иезуитов в Ингольштадте и Граце, затем в Падуе и Риме. В 1605 году Генрик Фирлей был назначен референдарием великим коронным. В 1613—1618 годах занимал должность подканцлера коронного. В 1616 году Генрик Фирлей получил сан епископа луцкого, а через год стал епископом плоцким. В 1624 году стал архиепископом гнезненским и примасом Польши.
В 1625 году по распоряжению Генрика Фирлея началась реконструкция в стиле барокко собора Успения Девы Марии и Святого Николая в Ловиче.